# معركة فرنسا
معركة فرنسا أو غزو فرنسا أو احتلال فرنسا هي الحملة العسكرية التي شنتها ألمانيا النازية على كل من هولندا وبلجيكا ولوكسمبورغ وفرنسا خلال الحرب العالمية الثانية، والتي انتهت بهزيمة قوات الحلفاء واحتلال فرنسا والأراضي المنخفضة.
بدأت المعركة في 10 مايو1940 منهية بذلك مرحلة الحرب المزيفة التي أعقبت غزو بولندا في سبتمبر 1939 وإعلان كل من فرنسا وبريطانيا الحرب على ألمانيا واستمرت إلى غاية 25 يونيو تاريخ سقوط فرنسا رسميا. الحملة الألمانية تمت وفق مرحتلين أساسيتين: العملية الصفراء (بالألمانية Fall Gelb) التي بدأت بهجوم أول شنته القوات الألمانية على هولندا، بلجيكا ولوكسمبورغ، رد الحلفاء على ذلك بسرعة حيث قاموا بتحريك نخبة قواتهم شمالا نحو بلجيكا لمواجهة الغزو الألماني طبقا للخطة المعدة مسبقا، لكن الألمان الذين نجحوا باستدراج الحلفاء للتحرك شمالا فاجأوهم بالهجوم عبر غابة أردين بنخبة قواتهم المدرعة والذي كان الهجوم الرئيسي في الخطة الألمانية. نجح هجوم أردين الذي سماه رئيس الوزراء البريطاني ونستون تشرشل «ضربة المنجل» في فصل قوات الحلفاء الرئيسية عن بقية القوات وقطع عنها جميع خطوط الاتصالات والإمدادات ما أدى في النهاية إلى عزلها وتطويقها. القوات المحاصرة وأمام الضغط المفروض عليها من القوات الألمانية عالية التنظيم سريعة الحركة، بدأت بالانسحاب باتجاه البحر إلى مدينة دنكرك أين تم إطباق الحصار عليها. سارعت الحكومة البريطانية إلى إخلاء قواتها المحاصرة ومعها بعض الفرق الفرنسية في عملية دينامو.
مباشرة بعد انسحاب القوات البريطانية، بدأ الألمان في 5 جوان تنفيذ المرحلة الثانية: العملية الحمراء (بالألمانية Fall Rot). أبدت القوات الفرنسية المستنزفة مقاومة أولية عنيفة، لكن التفوق الجوي الألماني وسرعة حركة المدرعات سحق تدريجيا بقايا القوات الفرنسية. التفت القوات الألمانية على خط ماجينو وبدأت بالاندفاع في عمق الأراضي الفرنسية ووصلت يوم 14 يونيو إلى العاصمة باريس التي كانت الحكومة الفرنسية أعلنتها مدينة مفتوحة. سقوط باريس أحدث حالة من الارتباك والفوضى وسط الحكومة الفرنسية التي فر العديد من أعضائها وأنهى فعليا المقاومة العسكرية الفرنسية. في 18 يونيو، التقى القادة الألمان مع المسؤولين الفرنسيين الذين كانوا يأملون في عقد هدنة مع ألمانيا، وكان من بين القادة الماريشال فيليب بيتان الذي تولى منصب رئاسة فرنسا وكان من أنصار عقد هدنة مع ألمانيا.
في 22 يونيو، تم توقيع الهدنة بين فرنسا وألمانيا، ونتج عنها تقسيم فرنسا حيث احتلت ألمانيا الجزء الشمالي والغربي
في حين احتلت أيطاليا جزءا صغيرا في الجنوب الشرقي أما الجزء الباقي فيسمى المنطقة الحرة ويخضع لسيطرة حكومة فيشي المشكلة حديثا من قبل فيليب بيتان.
بقيت فرنسا تحت الحكم النازي حتى سنة 1944 حيث تم تحريرها من قبل قوات الحلفاء عقب إنزالات نورماندي.

## الحرب المزيفة
بعد الغزو الألماني لبولندا الذي بدأ في 1 سبتمبر 1939، وإعلان كل من فرنسا وبريطانيا الحرب على ألمانيا، تبع ذلك مرحلة من الهدوء والخمود سميت الحرب المزيفة وأطلق عليها الألمان «الحرب الجالسة» (بالألمانية: Sitzkrieg) بينما سماها الفرنسيون «الحرب المضحكة» (بالفرنسية: Drôle de guerre). دامت المرحلة حوالي 7 أشهر ولم تشهد سوى بعض الاشتباكات الخفيفة من تارة لأخرى أبرزها هجوم السار الذي شنته القوات الفرنسية يوم 7 سبتمبر (4 أيام بعد إعلان الحرب) لدعم القوات البولندية وتقدمت خلاله حوالي 10 كيلومترات داخل الأراضي الألمانية، لكن الهجوم توقف بعد ذلك وصدرت الأوامر للقوات الفرنسية بالانسحاب إلى خط ماجينو يوم 14 سبتمبر. هتلر كان يأمل أن تقبل فرنسا وبريطانيا احتلاله بولندا وتوقعان معه عقد سلام، لذا قدم في 6 أكتوبر عرضا للسلام مع القوتين العالميتين، لكن حتى قبل أن يتيح لهما بعض الوقت للرد، قام في 9 أكتوبر بوضع سياسة عسكرية «توجيه الفوهرر رقم 6» (Führer-Anweisung N°6) والذي يحمل توجيهاته ومخططه لغزو نحو الغرب في حالة كان ردهما بالسلب.

## الإستراتيجية الألمانية
هتلر كان يحلم دوما بحملة عسكرية كبرى لهزم دول أوروبا الغربية كخطوة استباقية لاحتلال أراضي أوروبا الشرقية، متجنبا بذلك الحرب على جبهتين، لكن هذه النوايا كانت غائبة في توجيه الفوهرر رقم 6. هذا المخطط كان يرتكز بشدة على افتراضات واقعية أن القوة العسكرية الألمانية يلزمها مزيد من البناء لسنوات أخرى، وأنه في الوقت الحالي يمكن التركيز على أهداف محددة فقط. كان الهدف تحسين قدرة ألمانيا على الصمود والنجاة من حرب طويلة الأمد على الجبهة الغربية. هتلر أمر بأن يتم احتلال البلدان المنخفضة في أسرع وقت ممكن كي يحول دون احتلالها أولا من قبل فرنسا ويمنع القوة الجوية للحلفاء من تهديد منطقة حوض الرور الحيوية، ويوفر قاعدة لحملة عسكرية جوية وبحرية طويلة الأمد ضد بريطانيا. لم يذكر توجيه الفوهرر أي أمر بهجوم فوري لاحتلال جميع مساحة فرنسا رغم أن أكبر قدر ممكن من الأراضي الحدودية الشمالية ينبغي أن يتم السيطرة عليها.
أثناء كتابة التوجيه، كان هتلر يفترض أن هجوما من هذا النوع يجب أن يتم في غضون أسابيع قليلة، لكن أياما قليلة بعد إصداره تبين له أنه كان مضللا حول الحالة الحقيقة للقوات الألمانية، فقد كان على الوحدات الآلية أن تسترجع قواها وتصلح الأضرار التي لحقت مركباتها أثناء غزو بولندا، كما أن مخازن الذخيرة قد تم استنفاذها بشدة.

### هيكلة القوات العسكرية الألمانية الفيرماخت
كانت القيادة العليا للفيرماخت تمثل القيادة العليا لجميع القوات الألمانية، وقد استعملها هتلر أحيانا كهيئة تخطيط للجيش، برغم ذلك كانت قيادة الهجوم على الجبهة الغربية مهمة القيادة العليا للجيوش الألمانية. منصب القائد العام للجيش كان يتولاه فالتر فون براوخيتش لكن مسؤولية التخطيط كانت تحت عاتق رئيس الأركان فرانز هالدر.
تحت قيادة القيادة العليا للفيرماخت تواجدت أيضا القيادة العامة للوفتفافه برئاسة هيرمان غورينغ والقيادة العامة للبحرية برئاسة إريش رايدر.

### خطة شليفن
في 10 أكتوبر 1939، رفضت بريطانيا عرض السلام الذي قدمه هتلر وقامت فرنسا بالأمر نفسه يوم 12 أكتوبر. في 19 أكتوبر عرض فرانز هالدر مخططه الأولي Aufmarschanweisung N°1, Fall Gelb (تعليمات الانتشار رقم:1) الذي يصف خطته لاحتلال البلدان المنخفضة والتي أعطاها الاسم الترميزي العملية الصفراء (بالألمانية: Fall Gelb). كانت المخطط مشابها لخطة شليفن التي حاول الألمان تطبيقها سنة 1914 في بداية الحرب العالمية الأولى. يكمن التشابه في أن كلا المخططين يعتمدان التقدم عبر وسط بلجيكا لكن بينما كانت نوايا شليفن هي تحقيق نصر حاسم عبر تنفيذ عملية تطويق سريع للجيش الفرنسي، اعتمد هالدر شن هجوم مباشر والتضحية بنحو نصف مليون جندي ألماني من أجل تحقيق هدف محدود هو دفع قوات الحلفاء وراء نهر سوم، وعليه قوة ألمانيا لسنة 1940 ستكون قد استنفذت ولن يتم الهجوم الرئيسي على فرنسا إلا سنة 1942.
هتلر كان محبطاً من مخطط هالدر وكان رد فعله قراره أن يشن الجيش الألماني الهجوم قريبا سواء كان جاهزا أم لا، على أمل أن يتيح عدم استعداد الحلفاء انتصارا سهلا، تبع ذلك سلسة من التأجيلات بسبب إلحاح القادة العسكريين مرارا وتكرارا على هتلر تأجيل الهجوم لعدة أيام أو أسابيع لمعالجة بعض النقائص الحرجة في التحضيرات، أو لانتظار ظروف جوية ملائمة. هتلر حاول أيضا تعديل المخطط الذي رآه غير مرض، دون فهم واضح لكيفية تحسينه، كل ذلك قاد لتشتيت القوى. قام هالدر في 29 أكتوبر بعرض مخططه الثاني المعدل Aufmarschanweisung N°2, Fall Gelb (تعليمات الانتشار رقم:2) والذي يحتوي على هجوم ثانوي نحو هولندا. رغم الإبقاء على الهجوم الرئيسي نحو وسط بلجيكا، يتم شن هجمات ثانوية نحو الأجنحة، قام هتلر بعرض هذا الرأي يوم 11 نوفمبر.
لم يكن هتلر الوحيد الذي لم يرضه مخطط هالدر، غيرد فون رونتشتيت قائد مجموعة الجيوش «أ» أيضا اختلف معه حيث رأى أنه لا يتقيد بمبادئ الـ Bewegungskrieg (حرب المناورات) وهي الاستراتيجية المتبعة من قبل الجيش الألماني منذ القرن 19. لذا يجب أن يتم تحقيق اختراق تكون نتيجته محاصرة وتدمير الجسد الرئيسي لقوات التحالف، والمكان الأكثر عملية لتحقيق ذلك هو منطقة سيدان والتي تتواجد في قطاع مجموعة الجيوش «أ». في 21 أكتوبر اتفق فون رونتشتيت
مع إريش فون مانشتاين رئيس أركان مجموعته على وجوب وضع مخطط بديل يعكس هذه الفكرة الأساسية، وجعل مجموعة الجيوش «أ» قوية قدر الإمكان وذلك على حساب مجموعة الجيوش «ب» التي تتواجد شمالا.

### خطة مانشتاين

الخطة المعدة من قبل مانشتاين في جانفي 1940

بينما كان إريش فون مانشتاين يقوم بصياغة خطته الجديدة بمدينة كوبلنس، حدث أن وصل هاينز جوديريان قائد الفيلق 14 نخبة تشكيلات القوات الألمانية المدرعة، واستقر في فندق قريب. كانت خطة مانشتاين تعتمد على التحرك مباشرة نحو سيدان ثم الهجوم شمالا ضد مؤخرة قوات الحلفاء الرئيسية المتواجدة في بلجيكا. عندما تم عرض غودريان خلال مناقشة غير رسمية للمشاركة في صياغة الخطة قدم هذا الأخير فكرة جديدة تماما، اقترح بأن يتم تركيز أغلب القوات المدرعة في سيدان وليس قواته فقط. وفي وقت لاحق على هذه القوات الهجوم لكن ليس باتجاه الشمال وإنما نحو الغرب باتجاه القناة الإنجليزية دون انتظار وصول فرق المشاة الرئيسية. سيقود هذا إلى انهيار استراتيجي للعدو، ويجنب وقوع عدد كبير نسيبيا من الضحايا بسبب الدخول في معارك إبادة ضد قوات الحلفاء. هذا الاستعمال المجازف والمستقل للقوات المدرعة كان قد تم مناقشته بشكل واسع في ألمانيا قبل الحرب، لكن لم يتم قبوله كعقيدة عسكرية للجيش الألماني. شككت هيئة الأركان في مدى فاعلية هذه العملية. فكرة مانشتاين نالت دعما سريعا من غودريان، فهو يفهم الميدان جيدا، إذ خاض التجربة مع الجيش الألماني في الحرب العالمية الأولى.
كتب مانشتاين مذكرة أولى توجز الخطة البديلة يوم 31 أكتوبر 1939 تبعتها 6 مذكرات أخرى قام بإرسالها ما بين 31 أكتوبر 1939 و 12جانفي 1940، لكن كلها رفضت من قبل القيادة العليا للجيوش الألمانية، ولم يصل أي شيء من محتواها إلى هتلر.

### حادثة ميشلين
في 10 يناير 1940، قامت طائرة من نوع ميسرشميت بي أف 108 بهبوط اضطراري في مدينة ماسميشيلين ببلجيكا، وهو ما عرف لاحقا بحادثة ميشلين، كان من ركاب الطائرة هيلموت راينبرغر أحد القادة في سلاح الجو الألماني (لوفتفافه) وبحوزته آخر نسخة من خطة هالدر (Aufmarschanweisung N°2). لم يتمكن راينبرغر من إتلاف الملفات التي سقطت بسرعة في أيدي الإستخبارات البلجيكية. يقال أن هذه الحادثة هي السبب في تغيير الألمان لخطتهم، لكن هذا غير صحيح كليا، بدليل أن صيغة أخرى للخطة صدرت يوم 30 يناير تحت اسم Aufmarschanweisung N°3, Fall Gelb وتحمل كثيرا من التشابه مع الخطة الأصلية.

### تعديل خطة مانشتاين
في 27 يناير، تم إعفاء مانشتاين من منصبه كرئيس أركانٍ لمجموعة الجيوش «أ»، وعين كقائد لإحدى فيالق الجيش في بروسيا، هذا النقل كان بتحرض من هالدر للتقليل من تأثير مانشاين. هتلر اقترح من دون علم منه بخطة مانشتاين هجوما يركز على منطقة سيدان لكن تم إقناعه بنسيان هذه الفكرة لأنها مجازفة كبيرة. في 2 فبراير لفتت خطة مانشتاين انتباه هتلر الذي استدعاه يوم 17 فبراير برفقة رودوف شمودت قائد الأطقم في الجيش الألماني وألفريد جودل قائد العمليات لدى القيادة العليا للفيرماخت لحضور مؤتمر. جلس هتلر مستمعا متخليا عن عادته في مقاطعة الحديث والاسترسال في الكلام. في النهاية، وافق على كل مقترحات مانشتاين، وأمر في اليوم الموالي بأن يتم تغيير الخطة وفقا لأفكار منشتاين التي أعجبت هتلر لأنها أعطته أملا حقيقيا بتحقيق النصر. هتلر كان يرى الاختراق من سيدان من ناحيته التكتيكية بينما كان يراه مانشتاين مؤشرا للنهاية، كان يهدف إلى عملية نحو القناة الإنجليزية ومحاصرة جيوش الحلفاء في بلجيكا والتي إن تمت بنجاح ستكون نتيجة إستراتيجية مرضية.

### بليتزكريغ
الإستراتيجية والأساليب العملياتية والتكتيكية للجيش الألماني وسلاح الجو لوفتفافه تم تسميتها بـ Blitzkrieg أي حرب البرق. المعنى مثير لجدل عميق ومرتبط بمشكل الطبيعة الدقيقة وأصول عمليات بليتزكريغ، والتي من خلالها توصف حملة 1940 على أنها المثال الكلاسيكي لها. تعتبر حرب البرق إستراتيجية أو سلسلة من تطوير العمليات تنفذ من قبل القوات الميكانيكية تقود بالنهاية للانهيار التام للقوات المعادية. وينظر لها كشكل ثوري من أشكال الحروب.
سعت الجيوش دوما لإنتصارات سريعة وحاسمة قبل الحرب العالمية الثانية، في حركة توحيد ألمانيا والحرب العالمية الأولى جربت هئية الأركان الألمانية الـ Bewegungskrieg أي حرب المناورات، وهي مشابهة لمفهوم بليتزكريغ، لكن بدرجة نجاح متفاوتة. خلال الحرب العالمية الأولى نجحت هذه الطريقة في تحقيق اختراقات تكتيكية، لكن الاستغلال العملياتي كان يستهلك كثيرا من الوقت كون الجيوش كانت تفتقر للآليات ولا تستطيع التحرك بسرعة، وفي بعض الأحيان تفشل في تحقيق انتصار إجمالي حاسم. نشر الدبابات والطائرات وبأكثر أهمية الوحدات الآلية للمشاة والمدفعية مكن الألمان من تنفيذ هذه الطرق القديمة مرة أخرى بتكنولوجيا حديثة في سنة 1940، وحلت محركات الاحتراق مشكل الاستغلال العملياتي.
عند التعامل مع بليتزكريغ كمفهوم تصبح الامور معقدة وينظر لها على أنها غريبة، فلا توجد إشارة صريحة لمثل هذه الإستراتيجية أو العمليات أو التكتيكات في خطط حرب الألمان. لا توجد أدلة في الفنون العسكرية الألمانية، أو التحضيرات الإستراتيجية والصناعية تلمح إلى ميل لأفكار بليتزكريغ. الأدلة تشير إلى أن الرايخ الألماني كان يعد لحرب استنزاف طويلة الأمد وليس لحرب مناورات سريعة. الحسابات الخاطئة لهتلر سنة 1939 قادته لخوض الحرب قبل أن يكون مستعدا لها، وتحت هذه الظروف أعادت هيئة الأركان الألمانية محاولات الفوز بحرب سريعة قبل أن يتمكن التفوق الاقتصادي والمادي للحلفاء من صنع الفارق برغم أنها لم تكن النوايا الأولية. فقط بعد هزيمة ألمانيا لفرنسا سنة 1940 سعى العسكريون الألمان لتطبيق بليتكريغ من أجل تحقيق أهدافهم في أوروبا.

## إستراتيجية الحلفاء

### الإجراءات المبكرة
خلال سبتمبر 1939 كانت بلجيكا وهولندا ما تزالان دولتين محايدتين، لكنهما قامتا بترتيبات سرية والإتفاق على التعاون مع الحلفاء مستقبلا إذا حاول الألمان احتلال أراضيهما. القائد الأعلى للجيش الفرنسي موريس غاملان اقترح خلال هذا الشهر أن يأخذ الحلفاء أفضلية تقيد ألمانيا ببولندا واستعمال البلدان المنخفضة كمنصة قفز لمهاجمة ألمانيا. لكن هذا الاقتراح لم تأخذه الحكومة الفرنسية بعين الاعتبار.
مباشرة بعد بداية احتلال بولندا في 1 سبتمبر 1939، قام الجنود الفرنسيون بالتقدم على طول خط ماجينو حوالي 8 كم نحو منطقة السار الألمانية، وهو ما عرف بهجوم السار، قام الفرنسيون بنشر 98 فرقة (جميعها ماعدا 28 منها جنود الاحتياط أو تشكيلات تحصينات خط ماجينو) إضافة إلى 2500 دبابة في مقابل 43 فرقة ألمانية (32 منها من جنود الاحتياط) ومن دون دبابات. تقدم الفرنسيون إلى غاية وصولهم إلى خط سيغفريد وكانوا قادرين على اختراق الدفاعات الألمانية المتواجدة، لكنهم فضلوا بعد ذلك الانسحاب والعودة إلى خطوطهم في شهر أكتوبر.

### خطة ديل
أملت أسباب إستراتيجية قرار الحلفاء بالتقدم والقتال في بلجيكا في حال ما إذا أتى الهجوم الألماني من الغرب. الحكومة البريطانية أصرت على أنه مادام الشاطئ البلجيكي سيبقى بين أيدي الحلفاء، إذا لا شيء سيهدد التفوق البحري البريطاني. الفرنسيون انتهوا إلى أن الهجوم الألماني لابد أن يبتعد قدر الإمكان لتجنب المعارك على التراب الفرنسي، وكانت الحجة الأكثر إقناعا لهم للتقدم والقتال على الأراضي البلجيكية هي أن غاملين لم يكن يعتبر الجيش الفرنسي قادرا على الفوز بمعارك متحركة ضد الجيش الألماني في مسرح العمليات الواسع الذي توفره فرنسا، وبلجيكا تمثل جبهة أبعد وأضيق لكبح واحتواء التشكيلات الألمانية. غاملان ألح على أن التقدم نحو نهر ديل وتحضير جبهة محصنة سينقذ أغلب مناطق بلجيكا الصناعية من السقوط في أيدي الألمان.
لم يكن غاملان يملك الشخصية التي تفرض إرادتها بسهولة، الخطوة الأولى التي قام بها هي اقتراحه نهر شيلدت للخطة دي (Plan D) وهو الاسم المختصر لخطة ديل. ويشمل ذلك تقدما للقوات الفرنسية داخل الأراضي الهولندية. الجيشان الفرنسيان القويان الأول والتاسع عليهما إحكام الخط في بلجيكا من بلدة جيفي بفرنسا إلى ويفر ببلجيكا، الجيش السابع مهمته إحكام خط نهر شيلدت والترابط مع القوات الهولندية، القوات البلجيكية تقوم بإحكام خط أنتويرب-غنت. ويتم تعزيزهم بالجيش البريطاني الذي سيحكم قطاع الخط شرق العاصمة البلجيكية بروكسل من ويفر حتى لوفان.
بنى غاملان توقعاته على أن الألمان سيحاولون الاختراق بتركيز قواتهم الميكانيكية، فهم بالكاد يأملون باختراق خط ماجينو الواقع على جناح قوات غاملان الأيمن أو عليهم التغلب على قوات الحلفاء المتمركزة على جناحه الأيسر، أما الوسط فأغلبه مغطى بنهر ميز، لكن بمنطقة نامور ينعطف النهر باتجاه الشرق ما يخلق ثغرة بينه وبين نهر ديل بمطقة غامبلوكس. هذه الثغرة تشكل منطقة مناسبة للحرب الميكانيكية وهي نقطة ضعف شديدة الخطورة، لذا قرر غاملان تركيز نصف تعداد احتياطي قواته المدرعة هناك، متأكدا من أن الهجوم الألماني الرئيسي سيكون عبر السهل الهولندي-البلجيكي. غاملان فكر أن الألمان يمكن أن يحاولوا التغلب على دفاعات نهر ميز باستعمال المشاة، لكنه كان واثقا من قدرات البلجيكيين على إحكام الخط واعتقد أنه من الممكن أن الألمان سيحاولون عبور نهر ميز لكن ذلك سيتطلب وقتا طويلا لتحقيقه. كما أنه لم يقم بأي دراسة لإمكانية اختراق الألمان من الجنوب ونتجية لذلك لم يقم بالتحضير لكفية تحرير قوات الحلفاء من بلجيكا.
رغم انتقادات مرؤوسيه استمر غاملان في مخططه، انتقده خاصة غاستون بيلوت (القائد الأعلى لمجموعة الجيوش الأولى) وألفونيس جوزيف جورج (القائد الأعلى للجبهة الشمالية-الشرقية التي تضم مجموعتي الجيوش الأولى والثانية). جورج أشار غلى مشكلة الحسم وأن غاملان كان متأكدا بشكل مبالغ فيه أن مخطط الألمان يشمل على توجيه المعارك، أو مجهود القتال الأساسي نحو الأراضي البلجيكية والهولندية. كما ألمح إلى أن الهجوم الألماني عبر بلجيكا سيكون عبارة عن تضليل، وإذا حدث هذا واتجهت قوات الحفاء الأساسية نحو بلجيكا، فالهجوم الأساسي للعدو سيكون من الوسط من المنطقة بين نهر ميز وموزيل عندها سيكون الحلفاء محرومين من الوسائل القادرة على رده.
وضع إستراتيجية الحلفاء كان حصريا في أيدي الفرنسيين، فالبريطانيون الذين أدركوا أنهم الطرف الأصغر في التحالف قبلوا باقتراحاتهم.

### استخبارات الحلفاء
في شتاء 1939-1940، قام القنصل العام البلجيكي في كولونيا الألمانية بتوقع زاوية الهجوم التي خطط لها فون مانشتاين. من خلال تقارير استخباراتية استنتج أن الألمان سيركزون قواتهم على طول الحدود مع بلجيكا وليكسومبورغ. كان البلجيكيون مقتنعين أن الألمان سيتقدمون عبر الأردين نحو القناة الإنجليزية بهدف عزل جيوش الحلفاء في بلجيكا وشمال فرنسا، كما توقعوا أيضا محاولة الألمان القيام بإنزالات جوية وراء خطوط الحلفاء لاختراق وفتح التحصينات البلجيكية، لكن هذه التحذيرات لم تجد أذانا صاغية لدى البريطانيين والفرنسيين.
في 1940، قامت الإستخبارات السويسرية باكتشاف 6 إلى 7 فرق بانزر على الحدود بين ألمانيا-بلجيكا-لوكسمبورغ، عديد الوحدات الآلية أيضا تم ملاحظتها بالمنطقة. الإستخبارات الفرنسية أبلغت أن جسورا عائمة يقيمها الألمان جزئيا عبر نهر أور في الحدود بين ألمانيا ولوكسمبورغ قد اكتشفت بواسطة طائرات الاستطلاع. الملحق العسكري الفرنسي بالعاصة السويسرية برن حذر في تقرير تاريخه 30 أفريل من أن مركز الهجوم الألماني سيأتي من نهر ميز بسيدان في وقت ما بين 8-10 ماي. لكن تأثير هذه التقارير كان ضئيلا على قائد الجيش الفرنسي غاملان.

## تحضيرات القوات الألمانية
قام الألمان بـتجنيد نحو 4,200,000 جنديا من الجيش الألماني (هير)، 1,000,000 من جنود لوفتفافه، 180,000 من البحرية الحربية و 100,000 من قوات فافن إس إس. وعند الأخذ بعين الاعتبار الهجوم على بولندا، النرويج والدنمارك، بقي بحوزة الجيش 3,000,000 جنديا لهجوم 10 ماي 1940. هذه القوة البشرية الاحتياطية تم بها تشكيل 157 فرقة. 135 فرقة كانت مخصصة للهجوم منها 57 فرق احتياطية.
نشرت القوات الألمانية في الجبهة الغربية شهر ماي-جوان 2,439 دبابة و 7,378 قطعة مدفعية. بين سنتي 1939-1940 كان 45% من أفراد الجيش كان سنهم على الأقل 40 سنة و 50% كانوا جنودا أمضوا أسابيع قليلة فقط في التدريبات. الجيش الألماني لم يكن يملك ما يكفي من المركبات حيث أن 10% فقط تعداده هي قوات آلية متحركة، ولم يتم حشد سوى 120,000 مركبة وأغلب المعدات المقطورة استعملت الخيول لجرها، مقارنة مع الجيش الفرنسي الذي كان يملك 300,000 مركبة وبريطانيا التي كانت تملك تعداد معتبرا من الوحدات الميكانيكية.
سنة 1940 كان تعداد القوات الألمانية الجاهزة للقتال يبلغ 50% من إجمالي القوات، والعديد منها سيئ التجهير مقارنة بنظرائهم الفرنسيين والإنجليز. كان يمكن وصف الجيش الألماني أنه جيش شبه حديث، بعدد بسيط من فرق النخبة جيدة التجهيز وعدد أكبر من الفرق المتوسطة والضعيفة.

### الانتشار العملياتي للجيش
كان الجيش الألماني مقسما إلى 3 مجموعات جيوش. مجموعة الجيوش «أ» بقيادة غيرد فون رونتشتيت تتكون من 45 فرقة منها 7 فرق بانز (مدرعة)، مهمتها القيام بالحركة الحاسمة «ضربة المنجل» (كما سماها تشيرشل) نحو دفاعات الحلفاء من أردين حتى القناة الإنجليزية. تكونت المجموعة من 3 جيوش: الجيش الرابع، الجيش الثاني عشر، الجيش السادس عشر إضافة إلى 3 فيالق: الفيلق الخامس عشر الذي تم إلحاقه بالجيش الرابع، والفيلقان الواحد والأربعون ويقوده هانز راينهاردت، والفيلق التاسع عشر بقيادة هاينز غودريان والذان تم توحيدهما مع الفيلق الرابع عشر (مكون من فرقتي مشاة آلية) لتكوين وحدة خاصة مستقلة عرفت ب Panzergruppe von Kleist وجرى تسميتها الفيلق الثاني والعشرون.
مجموعة الجيوش «ب» بقيادة فيدور فون بوك كانت مكونة من 29 فرقة منها 3 فرق بانز، مهمتها التقدم عبر الأراضي المنخفضة واستدراج الوحدات الشمالية لجيوش الحفاء وعزلها في جيب. كانت المجموعة مكونة من الجيشين السادس والثامن عشر.
مجموعة الجيوش «ج» بقيادة فيلهلم ريتر فون ليب مكونة من 18 فرقة، كانت مهمتها منع الحلفاء من الالتفاف من ناحية الشرق وشن هجمات صغيرة ضاغطة على خط ماجينو وأعلى نهر الراين. كانت المجموعة مشكلة من الجيشين الأول والسابع

### الاتصالات
الورقة الرابحة الحقيقية التي كانت بأيدي الألمان هي الراديو، كل دبابات البانزر كانت تملك أجهزة راديو للتواصل مع الوحدات الأخرى، ما أتاح للمدرعات الألمانية الرد سريعا على تغيرات أرض المعركة المتلاحقة، وسمحت بتغييرات في الدقائق الأخيرة للتكتيكات والإسترجال في الخطط بشكل أسرع من العدو. سمحت الاتصالات للألمان بتنسيق تشكيلاتهم وجمعها مع بعض لتكوين قوة نارية كبيرة في الهجوم أو الدفاع، هذا ما أتاح للألمان هامشا حاسما في المعركة وهمش التفوق في العدد والعتاد للفرنسيين الذين كانت تنقصهم أجهزة الداريو وكانوا يقومون بتناقل الأوامر شفهيا.
استعمال الراديو تجاوز حد تناقل الأوامر من دبابة لأخرى، فقد سمح بدرجة من الإتصال بين القوات البرية والجوية، وفي كل فرقة بانزر توجد وحدة Fliegerleittruppen وهي وحدة تكتيكية للتحكم بالقوات الجوية تتنقل في مركبات مدولبة، وهو ما أتاح للجيش استدعاء القوات الجوية لدعم الهجومات والتعامل مع الأهداف التي لا تستطيع المدفعية تدميرها، وقد خصصت مجموعة من مقنبلات ستوكا لدعم زحف مجموعة الجيوش «أ» لاختراق الأردين، وكان معدل التوقيت بين طلب تدخل سلاح الجو ووصوله يتراوح بين 45-75 دقيقة.

### تكتيكات الجيش
عكس قوات الحلفاء، اعتمدت القوات البرية الألمانية إستراتيجية الجمع بين الأسلحة، فقد اعتمدوا على الحركة السريعة للوحدات المهاجمة عبر الموازنة بين أعداد جيدة التدريب من أفراد المشاة، المدفعية، الهندسة وتشكيلات الدبابات، يندمجون جميعا في فرق البانزر، وأتاح الاعتماد على أنظمة الإتصال اختراق الثغرات واستغلالها قبل أن يستطيع العدو الرد. فرق البانزر كانت تستطيع القيام بمهام الاستطلاع، التقدم للاحتكاك، حماية أو مهاجمة المناطق حيوية ونقاط الضعف، وكان بإمكانها الصمود على الأرض واستدراج مدرعات العدو إلى كمائن مضادة للدبابات. هذا ما حافظ على الدبابات لبلوغ المرحلة الموالية من الهجوم. أما الإمدادات اللوجيسيتية فقد كانت تسمح بثلاث إلى أربع أيام من المعارك. وقد كانت فرق البانزر مدعومة بفرق المشاة والمشاة الآلية.
كان ينقص الألمان دبابات ثقيلة كالتي لدى الفرنسيين. في التسليح والتدريع كانت تصاميم دبابات الفرنسيين أقوى وكانوا أكثر عددا بينما كانت دبابات الألمان أسرع وميكانيكيا أكثر فعالية. لكن رغم التفوق العددي للفرنسيين في المدفعية والدبابات، كانت الدبابات الألمانية الحديثة ذات أطقم مكونة من 5 أفراد (قائد-مدفعي-سائق-مصوب-ملقم-ميكانيكي) دربوا فرديا لكل مهمة ما كرس كل فرد لمهمته وخلق فريقا قتاليا شديد الفعالية. كان عدد أفراد الطاقم لدى الفرنسيين أقل، فقد كان من مهمة القائد تلقيم المدفع الرئيسي ما يشتته عن
مهمته الرئيسية لرصد التحركات وضبط الانتشار التكتيكي.
في صفوف المشاة أيضا، تمتع الألمان بالأفضلية من خلال عقيدة الـ Auftragstaktik (مهمة-أمر-تكتيك) والتي عبرها ينتظر من الضباط الاعتماد على مبادراتهم لتحقيق نوايا قادتهم، وكان يمنح لهم التحكم الكلي في كل الأسلحة المساندة.

### لوفتفافه
شكل سلاح الجو الألماني إحدى نقاط القوة الألمانية، فقد تم تقسيمهم إلى مجموعتين: 1,815 طائرة مقاتلة، 487 طائرة نقل و50 طائرة شراعية خصصت لدعم مجموعة الجيوش «ب» بينما خصصت 3,286 طائرة مقاتلة لدعم مجوعتي الجيوش «أ» و «ج».
كانت مهمة الطيران الألماني تقديم الدعم الجوي القريب عن طريق قاذفات القنابل والمقنبلات المتوسطة. في 1940 كانت لوفتفافة بشكل عام قوات جوية قاعدية وغير ملتزمة بعقيدة مركزية ماعدا استعمال مواردها لدعم الإستراتيجية الوطنية، كانت تمتاز بالمرونة والقدرة على القيام بعمليات القصف التكتيكي والإستراتيجي. بينما كانت القوات الجوية للحلفاء سنة 1940 ملزمة بدعم الجيش. نشرت لوفتفافه قواتها بشكل عملياتي يتغير بين أدوار السيادة الجوية، الاعتراض، الهجمات الإستراتيجية ومهام الدعم الجوي القريب وذلك تبعا لحاجات القوات البرية.

### الدفاع المضاد للطيران
كانت مدافع فلاك المضادة للطائرات إحدى الميزات الكبيرة لألمانيا، فقد امتلك الجيش الألماني قرابة 2600 مدفع ثقيل من نوع فلاك 88 مم و 6700 مدفع خفيف من نوع فلاك 37 مم و 20مسم ويشمل ذلك البطاريات المخصصة للدفاع عن المدن والمنشآت الحيوية. تقديرات عدد مدافع فلاك المشاركة في الحملة العسكرية هي: 85 بطارية ثقيلة (فلاك 88 مم)، 18 بطارية خفيفة (فلاك 37 مم) تابعة لـلوفتفافة و 48 سرية خفيفة (فلاك 20 مم) مدمجة في فرق الجيش و 20 سرية خفيفة أخرى مخصصة لقوات الجيش. المجموع الكلي: 700 مدفع فلاك 88 مم، 180 مدفع فلاك 37 مم مخصصة لـلوفتفافة و 816 مدفع فلاك 20 مم مخصصة للجيش.

## تحضيرات قوات الحلفاء
قامت فرنسا بصرف نسبة كبيرة من ناتجها القومي الإجمالي بين سنتين 1918-1935 على جيشها أكثر مما قامت به القوى الأخرى، كما كانت الحكومة قد بدأت جهود تسلح كبيرة سنة 1936. بسبب انخفاض نسبة المواليد التي تناقصت خلال الحرب العالمية الأولى وأزمة الكساد الكبير وتفاقمت بسبب عدد الرجال الكبير الذين قتلوا خلال الحرب، عانت فرنسا من نقص حاد في اليد العاملة بالنسبة لعدد السكان الذي يعادل تقريبا نصف عدد سكان ألمانيا، ولتعويض ذلك تم حشد ثلث عدد الرجال الذين يتراوح سنهم بين 20-45 سنة، ما رفع تعداد القوات المسلحة إلى نحو 5,000,000، خدم 2,240,000 منهم في وحدات الجيش في الشمال. القوات البريطانية كانت تجند 897,000 رجلا سنة 1939، العدد الذي ارتفع ليبلغ إلى 1,650,000 شهر جوان 1940 بينما كان فقط 500,000 شهر ماي ويشمل ذلك جنود الاحتياط. تعداد القوات الهولندية كان 400,000 في حين أن القوات البلجيكية كانت تجند 650,000 رجلا.

### الجيوش
كانت فرنسا تملك 117 فرقة عسكرية، 104 منها (بينها 11 فرقة احتياطية) كانت للدفاع عن الشمال، في حين أن القوات البريطانية كانت تملك 13 فرقة فقط 3 منها لم تكن مستعدة بعد حين بداية الحملة، إضافة إلى 22 فرقة بلجيكية، 10 فرق هولندية وفرقتين بولنديتين.
المدفعية البريطانية كانت تملك 1,280 مدفعا، في حين لدى بلجيكا 1,338 مدفعا، هولندا 656 مدفعا، أما فرنسا فكانت تحوز 10,700 ليكون مجموع ما لدى الحلفاء 14,000 مدفعا بنسبة 45% أكثر مما لدى الألمان كما كان الجيش الفرنسي أيضا يملك آليات وعربات أكثر من الجيش الألماني الذي كان ما يزال يعتمد بشدة على الخيول. رغم كون بليجكا وهولندا لا تملكان تقريبا أي مدرعات، كانت فرنسا تملك قوة ضاربة مكونة من 3,254 دبابة. هذه القوة كانت أكثر عددا وأعلى كفاءة مما لدى الألمان.
كان الجيش الفرنسي مختلط الكفاءات، فقد كان يملك فرقا عديدة جيدة، خصوصا الفرق المدرعة الخفيفة والثقيلة وعدة وحدات من المشاة المحترفين، في المقابل كانت هناك وحدات أخرى مكونة من جنود الاحتياط الذين تتجاوز أعمارهم 30 سنة، وكانوا سيئي التجهيز. كان أكبر خلل نوعي للفرنسيين غياب مدفعية مضادة للطائرات، مدفعية متحركة مضادة للدبابات، رغم جهود غاملان لإنشاء وحدات مدفعية متحركة. إضافة لغياب أنظمة للإتصال عبر الراديو حيث كان غاملان يستعمل الهاتف والبرقيات للتوصال مع القادة الميدانيين طيلة معركة فرنسا. 0.15% فقط من مصاريف الجيش بين 1923-1939 تم تخصيصها للراديو وبقية عتاد الاتصالات.
الانتشار التكتيكي للجيش الفرنسي واستعمال الوحدات الآلية والمتحركة كان أدنى مما لدى الألمان. تكتيكيا تم نشر المدرعات الفرنسية بشكل متناثر على طول الخط الفرنسي. فرق المشاة الفرنسية كانت تدعمها كتائب مدرعات من 100 دبابة تقريبا وبسبب ذلك لم تكن تشكل قوة عملياتية مستقلة ومنيعة. ومازاد الأمر سوءا أن أعدادا قليلة من الدبابات كانت مجهزة بأجهزة الراديو وحتى الموجود منها لم يكن ذا فعالية، ما أعاق كثيرا عملية التواصل. الدبابات الفرنسية كانت أيضا أبطأ من دبابات البانزر الألمانية (باستثناء دبابة SOMUA S35) لأنها كانت مصصمة لدعم المشاة، ما أتاح للألمان تعويض عيوبهم بمناورة الدبابات الفرنسية فوق ميدان المعركة. إلى سنة 1940، كان منظروا الجيش الفرنسي لازالوا يعتقدون أن الدبابات هي فقط لدعم المشاة، وبسبب هذا في عدد من نقاط المعركة لم يكن الفرنسيون قادرين على القيام برد فعل سريع مثلما كان الألمان.
من الناحية العملياتية، لم يبد أن الفرنسيين قد أعطوا كثيرا من الاعتبار للدبابات كأسحلة هجومية، رغم أن العديد من الاشخاص مثل العقيد ديغول حاول سنة 1930 إقناع القيادة العليا الفرنسية بضرورة تشكيل فرق مدرعة يدعمها سلاح الجو والمشاة لكن العسكريين المحافظين منعوا هذه الفكرة الجديدة من البروز. كانت القيادة العليا الفرنسية ماتزال تحت هاجس إحكام الجبهة مثلما حدث في 1914-1918. حالة التدريبات كانت أيضا غير مستقرة، حيث يتدرب أغلب الافراد فقط على التحصينات الثابتة، المستوى الأدنى للتدريبات على التحركات بدأ ينفذ بين سبتمبر 1939-ماي 1940.

### الانتشار
القوات الفرنسية المنتشرة في الشمال كانت مكونة من 3 مجموعات جيوش، مجموعة الجيوش 2 و3 للدفاع عن خط ماجينو من ناحية الشرق، ومجموعة الجيوش 1 بقيادة غاستون بيلوت التي تتمركز في الغرب ومستعدة للتحرك للأمام نحو البلدان المنخفضة.
الجيش السابع الفرنسي تم نشره على الجناح الأيسر قرب الساحل، وقد تم دعمه بفرقة ميكانيكية خفيفة وقد أنيط به التحرك نحو هولندا عبر أنتويرب. في الجنوب كانت تتواجد فرق القوات البريطانية التي كان عليها التقدم نحو خط ديل والتمركز يمين القوات البلجيكية من بلدة لوفان حتى بلدة وافر. الجيش الأول الفرنسي المدعوم بفرقتين ميكانيكيتين خفيفتين وفرق مدرعة احتياطية كان عليه الدفاع عن ثغرة غمبلوكس بين بلدتي وافر ونامور، أما الجيش التاسع الفرنسي المتواجد جنوبا فكان عليه التقدم إلى بلجيكا لتغطية كل قطاع نهر ميز بين نامور وسيدان. الجيش الثاني الفرنسي الذي عليه الثبات لأنه سيواجه نخبة القوات المدرعة الألمانية المتركزة والمستعدة للهجوم نحو سيدان، أعطيت له أهمية صغيرة من حيث عدد القوات، مضادات الطائرات والدبابات والإسناد الجوي وقد تشكل من 5 فرق فقط اثنان منها من الاحتياط وثالثة قواتها من السنغال، وكان عليه تغطية جبهة واسعة نسبيا مقارنة بإمكانياته، لهذا شكل النقطة الأضعف في النظام الدفاعي الفرنسي. وقد نتج ذلك لأن القيادة العليا الفرنسية اعتبرت غابات أردين مستحيلة على الدبابات، رغم تقارير دوائرهم الإستخباراتية وتقارير إستخبارات الجيش البلجيكي المحذرة من صفوف طويلة من الدبابات والناقلات التي تعبر أردبن والتي واجهت ازدحاما خانقا لحركة المرور بعض الوقت. القيادة العليا الفرنسية رفضت إعطاء هذه التقارير أي أهمية لأنها لم تكن تناسب قناعتهم.

### القوات الجوية
في الجو، كانت قوات الحلفاء عدديا أضعف، القوات الجوية الفرنسية كانت تملك 1,562 طائرة وسلاح الجو الملكي البريطاني المخصص لدعم فرسا كان يملك 680 طائرة و392 مقنبلة، أغلب طائرات الحلفاء كانت نوعيتها قديمة مثل طائرات Morane-Saulnier M.S.406. في ما يخص المقاتلات فقط طائرات هوكر هوريكان و Dewoitine D.520 الفرنسية كان بإمكانها منافسة طائرة مسرشميت بي‌اف 109 الألمانية.
فيما يخص عدد المقاتلات كان الحلفاء متفوقين عدديا، الألمان كانوا يملكون 836 مسراشميت بي‌اف 109 في حين كان لدى بلجيكا 81، بريطانيا 261، فرنسا 764 مقاتلة من مختلف الأنواع، كما كان لدى الفرنسيين والبريطانيين عدد كبير من الطائرات في الاحتياط. في شهر جوان 1940، وصلت صناعة الطيران الفرنسية لتحقيق إنتاج معتبر مع ما يكفي لصناعة 2000 طائرة، لكن النقص الحاد في قطع الغيار قلص هذا الأسطول إلى نحو 599 طائرة صالحة فقط منها 170 مقنبلة. نقص انخفاص صلاحية الطائرات يعني أن القوات الألمانية صارت تملك تفوقا عدديا في عدد المقنبلات المتوسطة بما يعادل 6 أضعاف ما لدى الفرنسيين.

### الدفاع المضاد للطائرات
كان لدى الجيش الفرنسي 1,152 مدفع 25 ملم، 200 مدفع ذاتي 20 ملم في طور التسليم، 688 مدفع 75 ملم و24 مدفع 90 ملم إضافة إلى 40 مدفع 105 ملم قديمة ترجع للحرب العالمية الأولى و 580 رشاش 13 مم للدفاع عن المدنيين. القوات البريطانية كانت تملك 10 أفواج بمدافع 94 ملم و 7 أفواج ونصف مزودة بمدافع 40 ملم، بمعدل 3 إلى 4 بطارية لكل فوج ما يعني 300 مدفعا ثقيلا و350 مدفعا خفيفا. القوات البلجيكية كان لديها فوجان مزودان بمدافع ثقيلة وهي في طور إدخال مدافع 40 ملم لقوات الدفاع الجوي التابعة للفرق. الهولنديون كان لديهم 84 مدفع 75 ملم، 39 مدفع 60 ملم قديمة، 7 مدافع 100 ملم، 232 مدفع 20 و 40 ملم، إضافة إلى مئات الرشاشات المضادة للطائرات ترجع لوقت الحرب العالمية الأولى.

## بدء الهجوم
بدأ الهجوم الألماني يوم 10 مايو 1940، بإنزال بالمظلات على هولندا، وبلجيكا قامت به كل من الفرقة الجوية السابعة بقيادة كورت شتودنت، وفرقة المشاة 22 بقيادة شبونيك Sponeck، ويدعمهم الأسطول الجوي الثاني بقيادة ألبرت كسلرنغ، وبالرغم من ردة الفعل السريعة التي قام بها الحلفاء، كان التفوق من نصيب الألمان، ففي يوم 14 مايو أعلن الهولنديون الاستسلام.
في المقابل بدأت مجموعة رونتشتيت اختراق غابة الأردين، والاتجاه إلى نهر الموز Meuse، وحققت مهمتها بنجاح، ونجحت في الفصل بين قوات الحلفاء، الذين حاولوا القيام بهجوم فرنسي (يقوده شارل ديغول)، يومي 17 و 19 مايو، وهجوم بريطاني. لكن الحلفاء فشلوا في إعادة اللحمة لقواتهم، وفي يوم 20 مايو كان فيلق جوديريان قد وصل مدينة نويل Noyelles على الشاطئ، فصارت الفصل بين قوات الحلفاء كاملاً.
حاول رئيس الوزراء الفرنسي بول رينو إنقاذ الوضع المتدهور، فاتصل في 17 مايو بالقائد ماكسيم ويغان (الذي كان في سوريا) وعينه القائد العام لقوات الحلفاء محل غاملين، فوصل ويغان يوم 19 مايو، ولكن لم يكن لديه عصىً سحرية لتغيير الوضع.

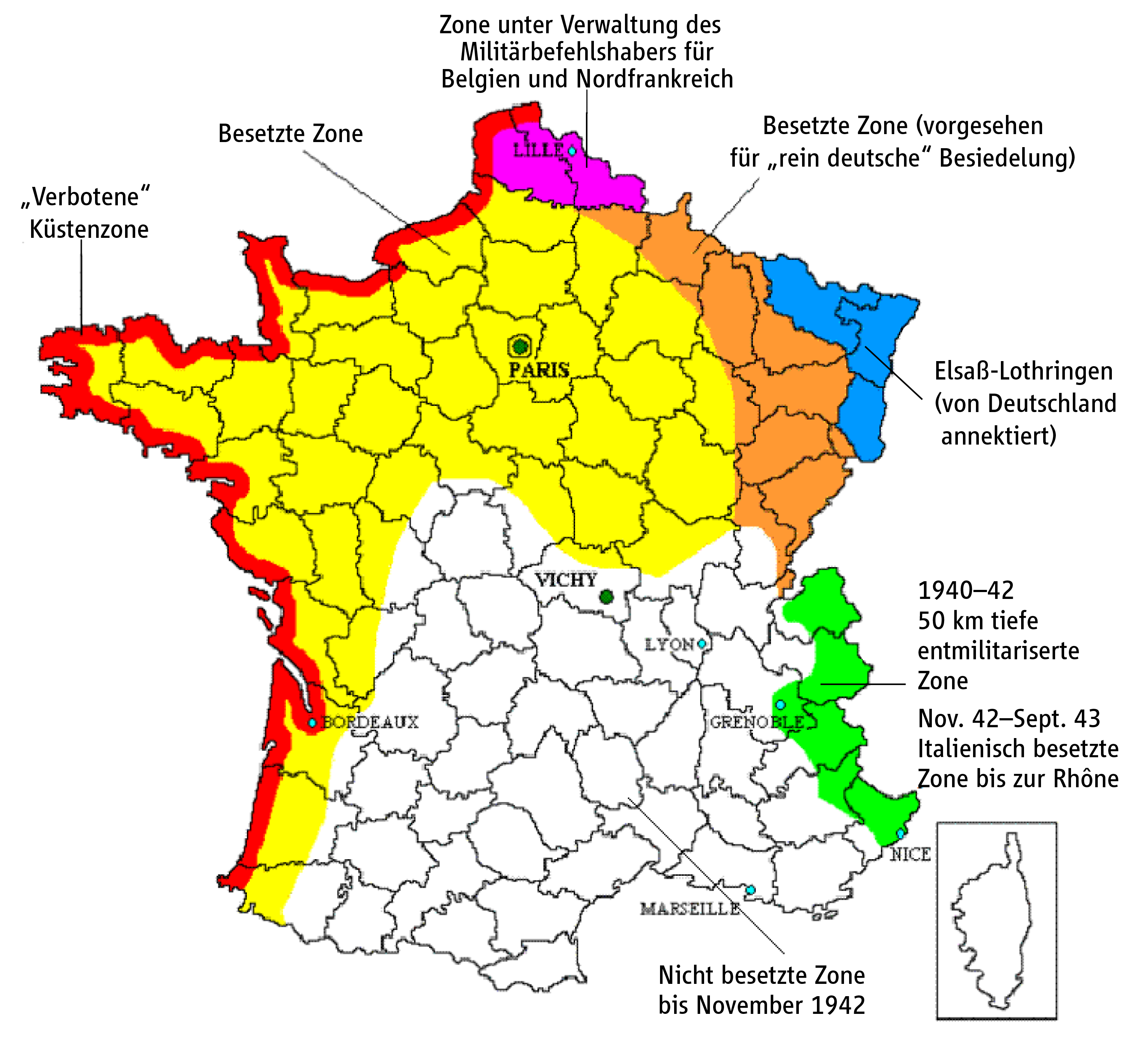
الوضع بعد 25 يونيو 1940. الأراضي الملونة محتلة أو منزوعة السلاح. الأراضي البيضاء تحت حكومة فيشي

## دنكرك
استمر ضغط الألمان على قوات الحلفاء في المحاصرة في الشمال، وفي يوم 28 مايو استسلم البلجيكيون بعد مقاومة كبيرة. ورأى رئيس الوزراء البريطاني ونستون تشرشل، الذي استلم الحكم يوم 10 مايو 1940، أن الحل الأفضل هو إجلاء القوات حتى لا تتعرض للأسر، وكان أقصى ما يطمح له هو إخراج 20,000 جندي.
لكن الحلفاء التقطوا إشارة لاسلكية تخص مجموعة الجيوش أ التي يقودها رونتشتيت تقضي بإيقاف الهجوم، وهناك خلاف حول ما إذا كان هتلر أو رونتشتيت هو صاحب هذا الأمر، لكنه كان على أية حال الفرصة الذهبية للحلفاء لإنقاذ قواتهم، وبحلول الرابع من يونيو كانوا قد تمكنوا من إجلاء أكثر من 338,000 جندي. لكن لم يكن جنود الجيش الفرنسي الأول لهم نفس الحظ حيث حوصروا في مدينة ليل Lille.

## استسلام فرنسا

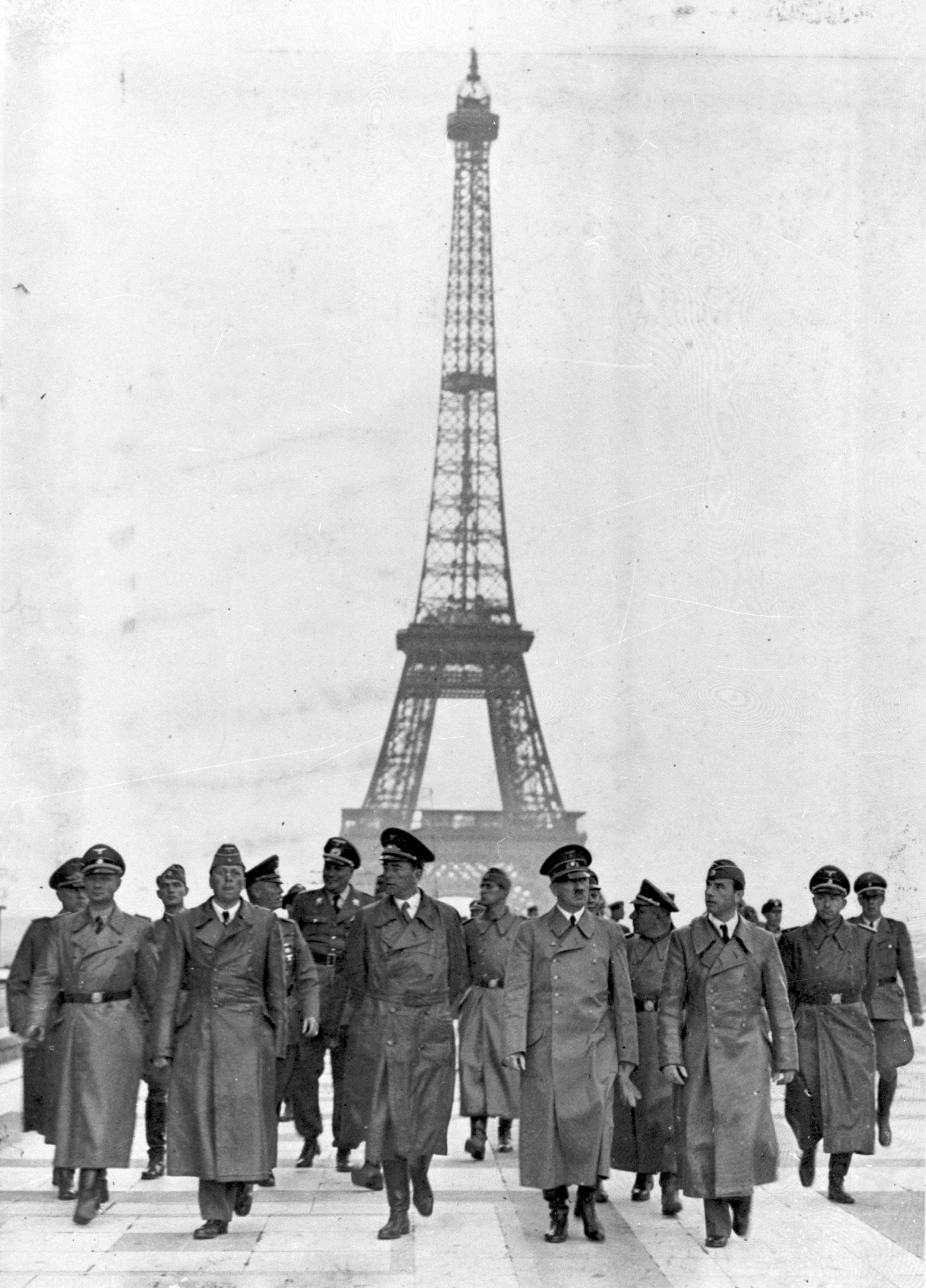
أدولف هتلر أمام برج إيفل باريس 23 يونيو 1940

عندما اتضح للزعيم الإيطالي بينيتو موسوليني أن الألمان قد حسموا الحرب لصالحهم، أعلن الحرب على بريطانيا، وفرنسا في 10 يونيو، ومع ذلك لم تحقق جيوشه إنجازاً يفخر به.
في يوم 14 يونيو دخل الألمان باريس، ولم تستمر المقاومة الفرنسية بعد ذلك طويلاً، إذ استقال رئيس الوزراء رينو في 16 يونيو، وخلفه في الحكومة القائد الشهير فيليب بيتان، بطل الحرب العالمية الأولى، ووقعت حكومته اتفاقية الهدنة في 22 يونيو في غابة كومبين في نفس العربة التي وقع فيها الألمان الهدنة عام 1918، وفي يوم 24 يونيو وقعوا الهدنة مع الإيطاليين، وتوقف إطلاق النار فجر اليوم التالي.

## ما بعد النصر
كلف الألمان هذا النصر (حسب القيادة العليا الألمانية) 27,074 قتيلاً، و111,034 جريحاً، و18,384مفقوداً، فيما خسر الإيطاليون 631 قتيلاً، 2,631 جريحاً، و616 مفقوداً.
في المقابل خسر الفرنسيون أكثر من 92,000 قتيل، و250,000 جريح. لكن خسارتهم الكبرى كانت حرية وطنهم، فتزعم ديغول حركة المقاومة من المنفى.
بالنسبة لهتلر لم يكن هذا ثاراً من هزيمة الحرب العالمية الأولى فقط، لكنه كان أيضاً تحييدأ للجبهة الخلفية، وصار الآن حراً في أن ينفذ مشروعه التوسعي نحو الشرق أي نحو الاتحاد السوفيتي.